# La Femme défendue
Pour plus de détails, voir Fiche technique et Distribution.
La Femme défendue est un film français réalisé par Philippe Harel, sorti le 13 mai 1997.
Il est tourné en caméra subjective du point de vue du personnage masculin qu'on ne voit jamais (on l'aperçoit brièvement lorsqu'il se regarde dans un miroir), alors qu'au contraire Isabelle Carré, dans le rôle-titre, est présente dans quasiment toutes les scènes.
Le film est présenté, en compétition officielle, au Festival de Cannes de la même année.

## Synopsis
Un homme marié raccompagne une jeune fille en voiture. Ils flirtent. D'abord indécise, elle fait mine de l'éconduire mais lui laisse son numéro de téléphone (elle lui dit qu'elle a donné un faux numéro à un jeune homme dans la soirée où ils se sont rencontrés). Il s'ensuit un jeu de séduction entre eux deux.

## Fiche technique
- Titre : La Femme défendue
- Réalisation : Philippe Harel

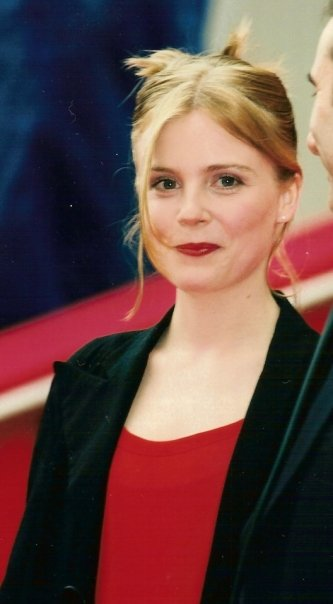
Isabelle Carré pour la présentation du film au Festival de Cannes 1997.

- Scénario : Philippe Harel et Eric Assous
- Production : Michel Guilloux
- Photographie : Gilles Henry
- Montage : Bénédicte Teiger
- Pays d'origine : France
- Format : couleurs - Ratio : 1,66:1 - Son : Mono
- Genre : drame
- Durée : 100 minutes
- Date de sortie : 13 mai 1997

## Distribution
- Isabelle Carré : Elle (Muriel)
- Philippe Harel : Moi (François)
- Nathalie Conio : Ma secrétaire
- Sophie Niedergang : Ma femme
- Julien Niedergang : Mon fils